# Scordonia nora
Scordonia nora är en fjärilsart som beskrevs av Louis Beethoven Prout 1938. Scordonia nora ingår i släktet Scordonia och familjen mätare. Inga underarter finns listade.